# Белявская, Ольга Леонидовна
О́льга Леони́довна Беля́вская (род. 25 сентября 1959, Ленинград) — советская и российская актриса театра и кино, актриса дубляжа. Заслуженная артистка Российской Федерации (2010).

## Биография
Родилась 25 сентября 1959 года в Ленинграде.
Отец — Леонид Савелиевич Белявский (10.10.1927— 06.09.2011), театральный режиссёр, актёр, заслуженный деятель искусств РСФСР, народный артист РСФСР.
В 1976 году поступила в Театральное училище имени Щукина, где её педагогом был Л. В. Калиновский. Тогда же начала играть в труппе Рижского русского театра, где работал её отец.
С 1980 года начала сниматься в кино.
В 1981 году окончила Высшее Театральное училище им. Б. Щукина при государственном Академическом театре имени Е. Б. Вахтангова.
С 1981 по 1982 год — актриса Рижского русского театра.
С 1982 по 1985 год — актриса Ленинградского областного Малого драматического театра. Затем до 1991 года играла на сцене Ленинградского Молодёжного театра.
С 1985 по 1991 год — актриса Молодёжного театра на Фонтанке.
С 1991 года — актриса Академического драматического театра имени В. Ф. Комиссаржевской.
Дебютировала на экране в 1982 году в мелодраме «Мелодия на два голоса» — экранизация по мотивам одноимённой повести А.Афанасьева, где снимались Евгений Меньшов, Людмила Нильская, Ирина Резникова, Владимир Заманский, Станислав Садальский и другие. Затем последовали роли в исторической ленте «Ярослав Мудрый» с Петром Вельяминовым, драме «Дело настоящих мужчин» с Бориславом Брондуковым и других фильмах.
С начала 1990 годов, когда в отечественном кинематографе наблюдался так называемый период застоя, Белявская не появлялась в кино. А с 2001 года стала активной участницей различных сериалов, в том числе «Улицы разбитых фонарей», «Защита свидетелей», «Письма на стекле», «Три счастливых женщины», «Такая работа» и другие.
В 2010 году актрисе было присвоено почётное звание Заслуженная артистка Российской Федерации.

## Театральные работы
- «Фортуна» — маркиза Помпадур
- «Французские штучки»
- «Вор в раю» — иностранка
- «Самоубийство влюбленных…»
- «Утоли моя печали» — Оля
- «Шесть блюд из одной курицы» — Оля Иванова

## Фильмография
- 2022 — Чайки — Вера Сергеевна
- 2022 — Жену вызывали?
- 2022 — Сладкая месть
- 2021 — Обещания — Бабушка Таня
- 2021 — Родитель — Света, архитектор
- 2020 — Пояс Ориона — Галина Сергеевна
- 2019 — Условный мент 1 сезон, эпизод 6 «Цугцванг» — Анна Вадимовна (жена Данилова)
- 2019 — Охота на певицу — Разумовская
- 2019 — Формула преступления — графиня Вера Павловна Качалова
- 2019 — Битва — Директор школы
- 2018 — Обратные реакции — Соня
- 2017 — Обратный отсчёт — Ирина Журавлёва
- 2016 — Тайна Аптеки доктора Пеля
- 2016 — Портрет женщины в красном — Тамара Ивановна, мать Анны
- 2016 — Перчатка Авроры — Баронесса Гренваль
- 2015 — Погоня за прошлым — Екатерина Васильевна, мать варвары
- 2015 — Спутники — Соня Белова
- 2015 — Три счастливых женщины
- 2014 — Невеста с заправки — Нина Симоновна
- 2014 — Женщина в беде — Мать Никаса
- 2014 — Сердце ангела — Мать Жени (в титрах не указана)
- 2013 — Кома
- 2012 — Белый лебедь — Учитель танцев
- 2011 — Защита свидетелей — Жена Коваленко
- 2011 — На край света — Валентина Ивановна, мать Ирины
- 2011 — ППС — Рита, жена Лукина
- 2010 — Демон и Ада — Ада
- 2010 — Катя 2 — Зинаида
- 2010 — Пятая группа крови — Ирина Евгеньевна
- 2010 — Слово женщине — Ульяна Кольцова
- 2010 — Retrum — Мама Кристины
- 2010 — Светлая сторона Луны — эпизод
- 2009 — Легенда об Ольге — мать Ольги
- 2009 — Группа «Зета» 2 — Лариса
- 2008 — Золото Трои — мисс Стрендж
- 2008 — Двое из ларца 2 — Татьяна Львовна Тимакова
- 2007 — Омут — Полина
- 2007 — Варварины свадьбы — Наталья Артюхова, мать Вари
- 2007 — Ленинград — Американская корреспондентка
- 2006—2010 — Старшеклассники — Вера Васильевна Леонтьева
- 2006 — Никаких других желаний
- 2006 — Синдикат — жена Доллара
- 2006 — Связь
- 2005 — Улицы разбитых фонарей-7 — Маша
- 2005 — Фаворит — графиня Салтыкова
- 2005 — Hope for the Addicted
- 2005 — Счастливый
- 2005 — Изгнанник — Дублёрша Сары
- 2004—2006 — Опера. Хроники убойного отдела — Светлана (3—4 серии)
- 2004 — Как в старом детективе — Варвара Сергеевна
- 2003 — Чужое лицо — Ксана
- 2003 — Улицы разбитых фонарей-5 — Севастьянова
- 2002 — Агентство «Золотая пуля» — Жена Спозаранника
- 2002 — Русский ковчег — эпизод
- 2000 — Тайны следствия — Эльвира Васильевна (девятый сезон)
- 2000—2001 — Агентство НЛС — Мария, мама Славика
- 1992 — Тартюф — Мариана
- 1987 — Планета новогодних ёлок — Уличный музыкант, рассказчица
- 1987 — Белые ночи — Настенька
- 1984 — Осенний подарок фей — Фея Счастья
- 1984 — Два гусара — Анна Фёдоровна, Лизанька (в титрах не указана)
- 1983 — Дело для настоящих мужчин — Наташа
- 1982 — Дом (фильм-спектакль) — Верка
- 1982 — Чужая вотчина — Чеся
- 1981 — Ярослав Мудрый — Неждана
- 1981 — Будь здоров, дорогой — Лена ''маленькая''
- 1980 — Мелодия на два голоса — Надежда, дочь Николая Павловича
- 1980 — Спасатель — Оля

## Дубляж
- 2022 — Изобретая Анну — Донна Завери[3]
- 2021 — Мир Кармы — Донья Мария Торрес
- 2021 — Непрощённая — Рэйчел Малкольм
- 2019 — Винная страна — Наоми
- 2019 — Ландромат — Гу Кайлай
- 2019 — Малефисента: Владычица тьмы — Флиттл
- 2017—2021 — Микки и весёлые гонки — Чип и Дейл
- 2015 — Золушка
- 2014 — Малефисента — Флитл
- 2013—2019 — Микки Маус
- 2011 — Приколисты — Репортёр
- 2011 — Ночь страха
- 2010—2014 — Рыбология — Дэн и Энн, Эсмарго, Кои
- 2010 — Крошка из Беверли-Хиллз 2 — Апполина
- 2009—2010 — Настоящий Арон Стоун — Кэрри, Саманта
- 2006—2016 — Клуб Микки Мауса — Чип и Дейл
- 2005 — Ким Пять-с-плюсом: Подумаешь, трагедия — Ким Пять-с-плюсом
- 2004 — Микки: И снова под Рождество
- 2004 — Три мушкетёра: Микки, Дональд, Гуфи
- 2004 — Любимец учителя — Миссис Хэлпермен
- 2003 — Ким Пять-с-плюсом: Борьба во времени — Ким Пять-с-плюсом
- 2003 — Ким Пять-с-плюсом: Злодейские файлы — Ким Пять-с-плюсом
- 2003—2006 — Лило и Стич — Ким Пять-с-плюсом
- 2003 — Улыбка Моны Лизы — Джизелл Ливи
- 2002 — Золушка 2: Мечты сбываются
- 2002—2007 — Ким Пять-с-плюсом — Ким Пять-с-плюсом[4]
- 2002 — Стильная штучка
- 2001 — Волшебное Рождество у Микки
- 2000 — Динозавр
- 1999 — Микки: Однажды под Рождество
- 1997—1998 — 101 далматинец
- 1997—2001 — Переменка
- 1988—1990 — Чип и Дейл спешат на помощь — Чип (дубляж «Невафильм» 2004 год)[5]